# Parcul Național Vicente Pérez Rosales

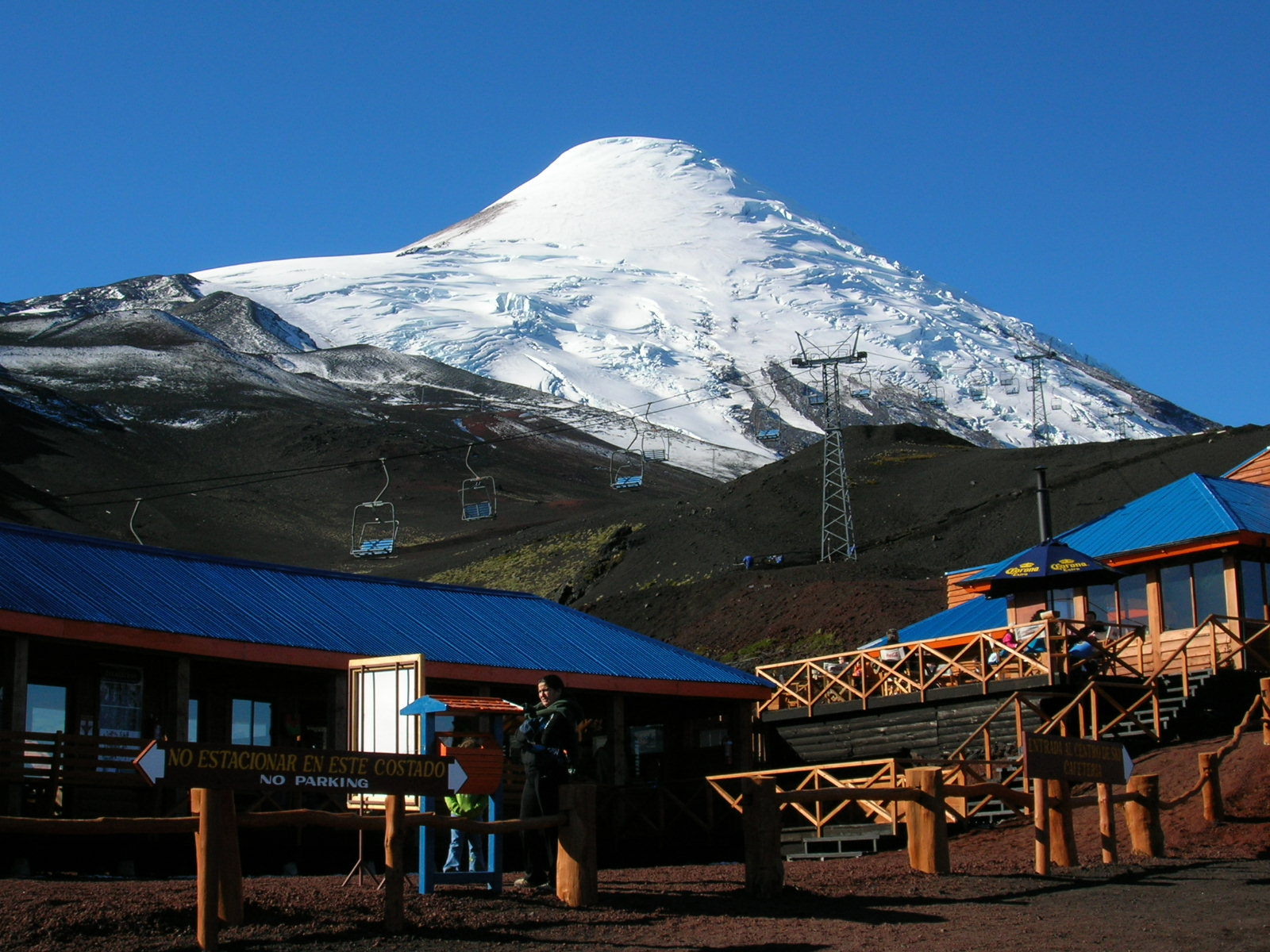
Volcano Osorno

 Parcul Național Vicente Pérez Rosales  (span. Parque Vicente Peréz Rosales ) este amplasat în Chile, Region X, numită Región de los Lagos. Parcul poartă încă din 1926 numele politicianului chilian Vicente Pérez Rosales (1807-1886), el fiind unul dintre cele mai vechi parcuri din America de Sud.  